# Pedicia gifuensis
Pedicia gifuensis är en tvåvingeart. Pedicia gifuensis ingår i släktet Pedicia och familjen hårögonharkrankar.

## Underarter
Arten delas in i följande underarter:
- P. g. gifuensis
- P. g. sawadai